# Kanton Perpignan-7

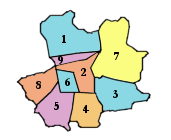
Kantone der Stadt Perpignan

Der Kanton Perpignan-7 war von 1985 bis 2015 ein französischer Wahlkreis im Arrondissement Perpignan, im Département Pyrénées-Orientales und in der Region Languedoc-Roussillon.

## Gemeinden
Der Kanton umfasste den nordöstlichen Teil der Stadt Perpignan (angegeben ist hier die Gesamteinwohnerzahl, im Kanton lebten etwa 13.400 Einwohner) und eine weitere angrenzende Gemeinde.
| Gemeinde  | Einwohner Jahr | Fläche km² | Bevölkerungsdichte | Code INSEE | Postleitzahl |
| --------- | -------------- | ---------- | ------------------ | ---------- | ------------ |
| Bompas    | 7.061 (2013)   | 5,7        | 1239 Einw./km²     | 66021      | 66430        |
| Perpignan | 120.959 (2013) | –          | – Einw./km²        | 66136      | 66000        |